# غوردون ريد
غوردون ريد (بالإنجليزية: Gordon Reid) مواليد 2 أكتوبر 1991 في اسكتلندا، المملكة المتحدة، هو لاعب تنس كراسي متحركة إسكتلندي بدأ مسيرته كمحترف سنة 2012 يلعب باليد اليسرى ويحتل حالياً المرتبة رقم. 5 (7 مارس 2016) في تصنيف رابطة محترفي كرة المضرب. أعلى تصنيف له في الفردي كان المركز الـ 3 في سنة 2013. أعلى تصنيف له في الزوجي كان المركز الـ 1 في سنة 2013.

## روابط خارجية
- غوردون ريد على موقع الاتحاد الدولي لكرة المضرب (الإنجليزية)
- غوردون ريد على موقع Paralympic.org (الإنجليزية)
- غوردون ريد على موقع اللجنة البارالمبية البريطانية (الإنجليزية)